# Desetnik (Slovenska vojska)
Desetnik je moštveni vojaški čin v uporabi v Slovenski vojski (SV). Desetnik je tako nadrejen poddesetniku in podrejen naddesetniku.
V skladu s Natovim standardom STANAG 2116 čin spada v razred OR-3. Tipične dolžnosti so vodja skupine in vojak specialist.

## Oznaka
Oznaka čina je sestavljena iz ene velike, peterokotne rdeče ploščice, na kateri se nahaja zlati lipov list, nanjo pa je pritrjena rdeča ploščica v obliki črke V.

## Zakonodaja
Desetnike imenuje minister za obrambo Republike Slovenije na predlog načelnika Generalštaba Slovenske vojske.
Poddesetnik je lahko povišan v čin desetnika:
V čin desetnika se lahko poviša poddesetnik:
– med služenjem vojaškega roka, po uspešno končanem usposabljanju za vodjo sklupine ter po uspešno končanem drugem predpisanem usposabljanju,
– pripadnik rezervne sestave, ki je razporejen na dolžnost, za katero se zahteva čin desetnika in je to dolžnost uspešno opravljal, če je uspešno opravil predpisano usposabljanje ter ima predpisano stopnjo izobrazbe,
– med izobraževanjem in usposabljanjem na šoli za podčastnike, šoli za častnike, šoli za podčastnike vojnih enot in šoli za častnike vojnih enot v skladu s programom šole,

– pripadnik stalne sestave, ki je razporejen na dolžnost, za katero se zahteva čin desetnika, ima srednjo stopnjo strokovne izobrazbe (V.st.), je uspešno opravil Tečaj za desetnike ter je ocenjen s službeno oceno najmanj “dober”.